# Philostephanus pilosus
Philostephanus pilosus – gatunek pluskwiaka z rodziny tasznikowatych i podrodziny Mirinae.
Gatunek ten opisany został w 2007 roku przez T. Yasunagę i M.D. Schwartza.
Ciało podłużno-owalne, u samców długości od 6,8 do 7 mm, a u samic od 6,4 do 7,8 mm, podstawowej barwy brązowej. Głowa jasnobrązowa z nico ciemniejszym środkiem i kasztanowym nadustkiem, skąpo i krótko owłosiona. Pierwszy człon czułków jasnobrązowy, ostatni ciemnobrązowy, pozostałe dwubarwne. Słomkowy kołnierz jest nieco grubszy od nasady drugiego członu czułków. Przedplecze błyszczące, jednolicie i delikatnie punktowane i pokryte półwzniesionym, jedwabistym owłosieniem, ubarwione kasztanowo z jaśniejszym tyłem. Półpokrywy brązowe, jednolicie i delikatnie pokryte półwzniesionym, jedwabistym owłosieniem, płytko i nieregularnie punktowane. Odnóża słomkowe z jasnorufobrązowymi kolcami na goleniach i ciemnobrązowym wierzchołkiem trzeciego członu stóp. Narządy rozrodcze samca prawej paramerze nieco wydrążonej i z silnie spłaszczoną hypophysis oraz wezyce szeroko błoniastej.
Pluskwiak znany tylko z Nepalu.